# Campeonato Mundial de Patinaje de Velocidad sobre Hielo de 2022
El CXV Campeonato Mundial de Patinaje de Velocidad sobre Hielo se celebró en Hamar (Noruega) del 5 al 6 de marzo de 2022 bajo la organización de la Unión Internacional de Patinaje sobre Hielo (ISU) y la Federación Noruega de Patinaje sobre Hielo.
Las competiciones se realizaron en el Pabellón Olímpico de la ciudad noruega.

## Resultados

### Masculino
| Evento                        | Oro                                       | Plata                                                     | Bronce                               |
| ----------------------------- | ----------------------------------------- | --------------------------------------------------------- | ------------------------------------ |
| 500 m (05.03)                 | Dmitri Morozov · Kazajistán · 36,12       | Riku Tsuchiya · Japón · Peder Kongshaug · Noruega · 36,40 | —                                    |
| 1500 m (06.03)                | Bart Swings · Bélgica · 1:46,03           | Patrick Roest · Países Bajos · 1:46,48                    | Emery Lehman Estados Unidos 1:46,72  |
| 5000 m (05.03)                | Nils van der Poel · Suecia · 6:12,45      | Patrick Roest · Países Bajos · 6:15,99                    | Davide Ghiotto · Italia · 6:19,84    |
| 10000 m (06.03)               | Nils van der Poel · Suecia · 12:41,56     | Bart Swings · Bélgica · 13:09,21                          | Davide Ghiotto · Italia · 13:12,92   |
| Clasificación general (06.03) | Nils van der Poel · Suecia · 148,696 pts. | Patrick Roest · Países Bajos · 149,836 pts.               | Bart Swings · Bélgica · 150,218 pts. |

### Femenino
| Evento                        | Oro                                           | Plata                                                                 | Bronce                                           |
| ----------------------------- | --------------------------------------------- | --------------------------------------------------------------------- | ------------------------------------------------ |
| 500 m (05.03)                 | Miho Takagi Japón 38,31                       | Ayano Sato Japón 38,49                                                | Nadezhda Morozova · Kazajistán · 38,59           |
| 1500 m (06.03)                | Miho Takagi Japón 1:55,03                     | Ragne Wiklund · Noruega · Antoinette de Jong · Países Bajos · 1:55,18 | —                                                |
| 3000 m (05.03)                | Irene Schouten · Países Bajos · 3:58,00       | Antoinette de Jong · Países Bajos · 4:00,90                           | Ragne Wiklund · Países Bajos · 4:01,16           |
| 5000 m (06.03)                | Martina Sáblíková · República Checa · 6:51,75 | Irene Schouten · Países Bajos · 6:52,58                               | Ragne Wiklund · Noruega · 6:56,82                |
| Clasificación general (06.03) | Irene Schouten · Países Bajos · 158,974 pts.  | Miho Takagi Japón 159,305 pts.                                        | Antoinette de Jong · Países Bajos · 159,798 pts. |

## Medallero
- Solo se otorgan medallas en la clasificación general.

| Núm. | País         | Oro | Plata | Bronce | Total |
| ---- | ------------ | --- | ----- | ------ | ----- |
| 1    | Países Bajos | 1   | 1     | 1      | 3     |
| 2    | Suecia       | 1   | 0     | 0      | 1     |
| 3    | Japón        | 0   | 1     | 0      | 1     |
| 4    | Bélgica      | 0   | 0     | 1      | 1     |
|      | TOTAL        | 2   | 2     | 2      | 6     |